# Il seme dell'uomo
Il seme dell'uomo è un film del 1969 diretto da Marco Ferreri.
La pellicola tratta di una coppia di sopravvissuti ad un catastrofico evento ignoto e dell'atteggiamento di entrambi al riguardo della situazione in cui vengono calati non volenti. L'orrore metafisico, suggerito, della fine dell'umanità fa da sfondo alla storia dell'entusiasta Cino, che con positivistico slancio crede in un possibile futuro, opposto al pessimismo di Dora che non se la sente di mettere al mondo un figlio in una situazione del genere, e che preferisce mangiare la forma di parmigiano invece di musealizzarla. È uno dei film dove il nichilismo di Ferreri è espresso con massima intensità e la povertà di mezzi diventa stile ed espressione.

## Trama
Due ragazzi, Cino e Dora, viaggiano in autostrada verso casa e si fermano in un autogrill per una pausa. Il televisore manda immagini di catastrofi lontane (bombe al napalm utilizzate in Vietnam). Un'annunciatrice parla di peste radioattiva ma rassicura i telespettatori dicendo che non arriverà mai. Una volta ripartiti, attraversano un lungo tunnel e all'uscita, sotto il sole che inonda la strada, vedono in un piazzale un pullman di persone morte e degli uomini intenti a bruciare i cadaveri infetti. La coppia si ritrova così sopravvissuta ad un'ignota catastrofe: viene spiegato loro che sono in uno stato di emergenza, che sono soli e che si dovranno trovare una casa. I due si insediano in una casa abbandonata in riva al mare (il Forte di Macchiatonda presso Capalbio) e tentano di sopravvivere con quello che trovano nei dintorni, mentre la televisione trasmette immagini del mondo che brucia, tra cui la Basilica di San Pietro in Vaticano, con in sottofondo il Va, pensiero.
Ben presto arrivano alcuni misteriosi agenti del «servizio di stato», tra cui un maggiore e un sacerdote, che raccomandano di fecondare le donne sopravvissute per permettere all'umanità decimata di sopravvivere. Cino è entusiasta e collaborativo, ma non Dora. I due vengono lasciati soli e arriva un'altra donna. Alla nuova arrivata, una straniera, Cino piace e con lui vorrebbe impegnarsi nella prosecuzione della specie. La straniera tenta di assassinare Dora, la quale però riesce ad avere la meglio e ad uccidere la rivale, di cui offrirà il corpo in pasto all'inconsapevole Cino. In seguito Cino, dopo averla sedata, mette incinta Dora e lei, disperata, gliene chiede il perché. Lui non fa altro che gridarle: "Il seme dell'uomo ha germogliato! Ho seminato!", ma la terra esplode sotto i loro piedi. L'umanità non è destinata a proseguire.

## Produzione
Nei titoli di testa sono citati solo gli interpreti principali e, per i ruoli secondari, solo le attrici. I ruoli secondari maschili vennero tutti ricoperti da attori non professionisti. Il maggiore elicotterista, che riporta il filmato del Vaticano distrutto (in realtà un semplice modello in scala di piazza San Pietro, peraltro usato anche in una scena de L'udienza), è Mario Vulpiani, direttore della fotografia del film. Gli altri interpreti sono Adriano Aprà, storico e critico cinematografico, Vittorio Armentano, regista, Gioia Benelli, aspirante regista qui annunciatrice nell'autogrill, Sergio Giussani, produttore e cassiere del film, Mario Bagnato, l'assistente operatore, e Luciano Odorisio, l'aiuto regista.
Il regista si concesse un breve cameo nel ruolo del proprietario della casa abbandonata, che i due protagonisti trovano morto sotto al portico.
Nelle scene ambientate nell'autogrill, girate in quello dell'area di servizio "Feronia est" della A1 nei pressi di Roma, si ascolta un brano discograficamente inedito, La collanina, interpretato da Gabriella Ferri su musiche di Teo Usuelli.
La pistola che compare nel film, impugnata dal maggiore, è quella, rossa a pallini bianchi, già utilizzata sul set di Dillinger è morto.
Nel museo messo su dal protagonista nel film, le immagini dei voli spaziali sono tutte foto di scena da 2001: Odissea nello spazio di Stanley Kubrick.

## Critica
(Fantafilm)